# Протасово (Столбецкое сельское поселение)
Протасово — деревня в Покровском районе Орловской области России.
Входит в состав Столбецкого сельского поселения.

## География
Расположена на правом берегу реки Липовец, западнее деревни Троицкое, с которой соединена просёлочной дорогой. Данная просёлочная дорога проходит на восток в административный центр поселения — село Столбецкое и затем на автомобильную дорогу.
В Протасово имеется одна улица: Береговая.

## Население
| 2010 |
| ---- |
| 11   |